# Луций Вольсций
Лу́ций Во́льсций (лат. Lucius Voluscius/Volscius; умер после 73 года до н. э.) — римский военачальник из плебейского рода Вольсциев, предположительно, занимавший должность эдила не позднее 74 года до н. э. Участник 3-й Митридатовой войны.

## Биография
Луций Вольсций принадлежал к старинному плебейскому роду и, по одной из версий, являлся homo novus. 
В источниках имя Луция Вольсция впервые фигурирует в сенатском постановлении относительно жителей Оропа, датированном 73 годом до н. э. Вольсций упоминается первым после претория (бывшего претора) Гая Лициния Сацердота из членов совета при консулах, и это может означать, что на тот момент он был эдилом либо эдилицием (бывшим эдилом). Благодаря тому-таки сохранившемуся фрагменту известно, что Луций происходил из Арниенской трибы, а его отец носил тот же преномен — «Луций».
После 73 года до н. э. Луций Вольсций, вероятно, участвовал в военной кампании проконсула Марка Аврелия Котты по отвоёвыванию Вифинии, находясь в его армии (впрочем, в неизвестном качестве). Когда квестор Марка Аврелия Публий Оппий, будучи уличён командиром во взяточничестве, пытался покончить с собой, Луций «не дал ему этого сделать».